# Jannes Limperg

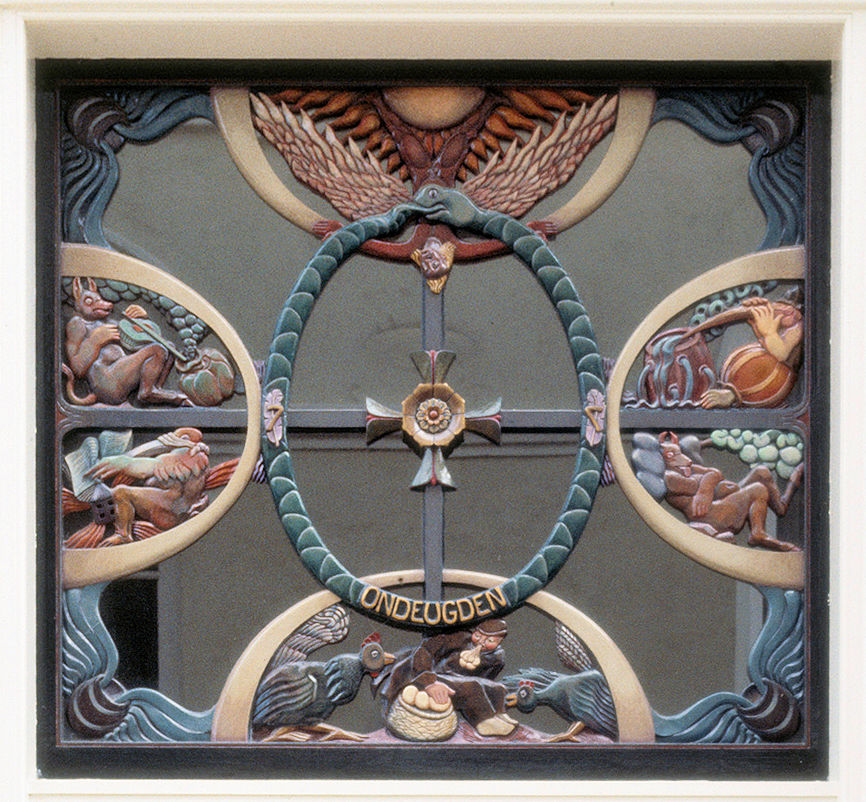
Zeven ondeugden, Deventer

Joannes (Jannes) Limperg (Amsterdam, 20 maart 1942 – aldaar, 8 december 2019) was een Nederlands beeldhouwer en medailleur.

## Leven en werk
Limperg kreeg zijn opleiding aan de Rijksakademie van beeldende kunsten, als leerling van V.P.S. Esser, de Kokoschkaschule in Salzburg en bij Ateliers '63. Hij trouwde met beeldhouwer Lucie Nijland (1944-2019).
Limperg maakte enkele beeldhouwwerken, veelal kleinplastiek en diverse penningen. Hij maakte onder andere penningen ter gelegenheid van de 100ste geboortedag van zijn grootvader Théodore Limperg (1979) en een jaarpenning voor de Vereniging voor Penningkunst (1987). Laatstgenoemde penning werd gemaakt ter gelegenheid van het 75-jarig bestaan van het Nederlands Openluchtmuseum en bestaat uit vier overlappende vlakken die niet helemaal op elkaar aansluiten, in het midden kan men door een opengebleven gat de open lucht zien. Limperg werd redactielid van het tijdschrift De Beeldenaar van de VPK.
Een heel ander type werk van Limperg is te vinden in Deventer: ter herinnering aan het stadsherstel ter plaatse, werd in de Assenstraat (1984) en de Polstraat (1986) een gevelsteen geplaatst met een gedicht van Jos Paardekooper. De steen in de Assenstraat (bij nr. 117) werd gemaakt door Limpergs echtgenote. Limperg maakte snijramen voor diverse bovenlichten in beide straten.
Werk van Limperg is opgenomen in de collecties van onder andere het Amsterdam Museum, het Joods Museum en in de Nationale Numismatische Collectie.

## Enkele werken
- 1973 Vliegende vogels, Pieter Calandlaan, Amsterdam Nieuw-West. Was oorspronkelijk geplaatst bij een chr. mavo in Osdorp.[8]
- 1979 Théodore Limperg-penning voor de Universiteit van Amsterdam.[9]
- 1979 Théodore Limperg-penning, wordt jaarlijks uitgereikt door het Limperg Instituut.[10]
- 1979 monument en gedenkpenning in opdracht van de Oost-Joodse Arbeiders Cultuur-Vereniging Sch. Anski. Het monument werd geplaatst in het Joods Historisch Museum in Amsterdam.[11]
- 1981 portretpenning van prof. mr. Marius Gustaaf Levenbach
- 1983 60 jaar VVK Architektuur en Stedebouw, jubileumpenning.
- 1984 snijramen Gevaarlijke stoffen (nr. 67-69), Otter (nr. 81) en Egel (nr. 119) in de Asenstraat in Deventer.
- 1984? snijraam Zeven ondeugden, Duimpoort 1-15 in Deventer.
- 1985 snijramen De Stemmen-papegaai (nr. 13) en D.O.G. (nr. 15) in de Polstraat in Deventer.
- 1987 Het Nederlands Openluchtmuseum, jaarpenning van de Vereniging voor Penningkunst.
- 1988 penning en beeldje van Wim Sonneveld voor de Wim Sonneveldprijs, die wordt uitgereikt bij het Amsterdams Kleinkunst Festival.
- 1991 Dogtroep sinds 1975, jubileumpenning ter gelegenheid van een expositie in het Theater Instituut Nederland.
- Paracelsus-penning, in opdracht van de afdeling Klinische Farmacologie van het Academisch Medisch Centrum te Amsterdam.[12]

## Galerij

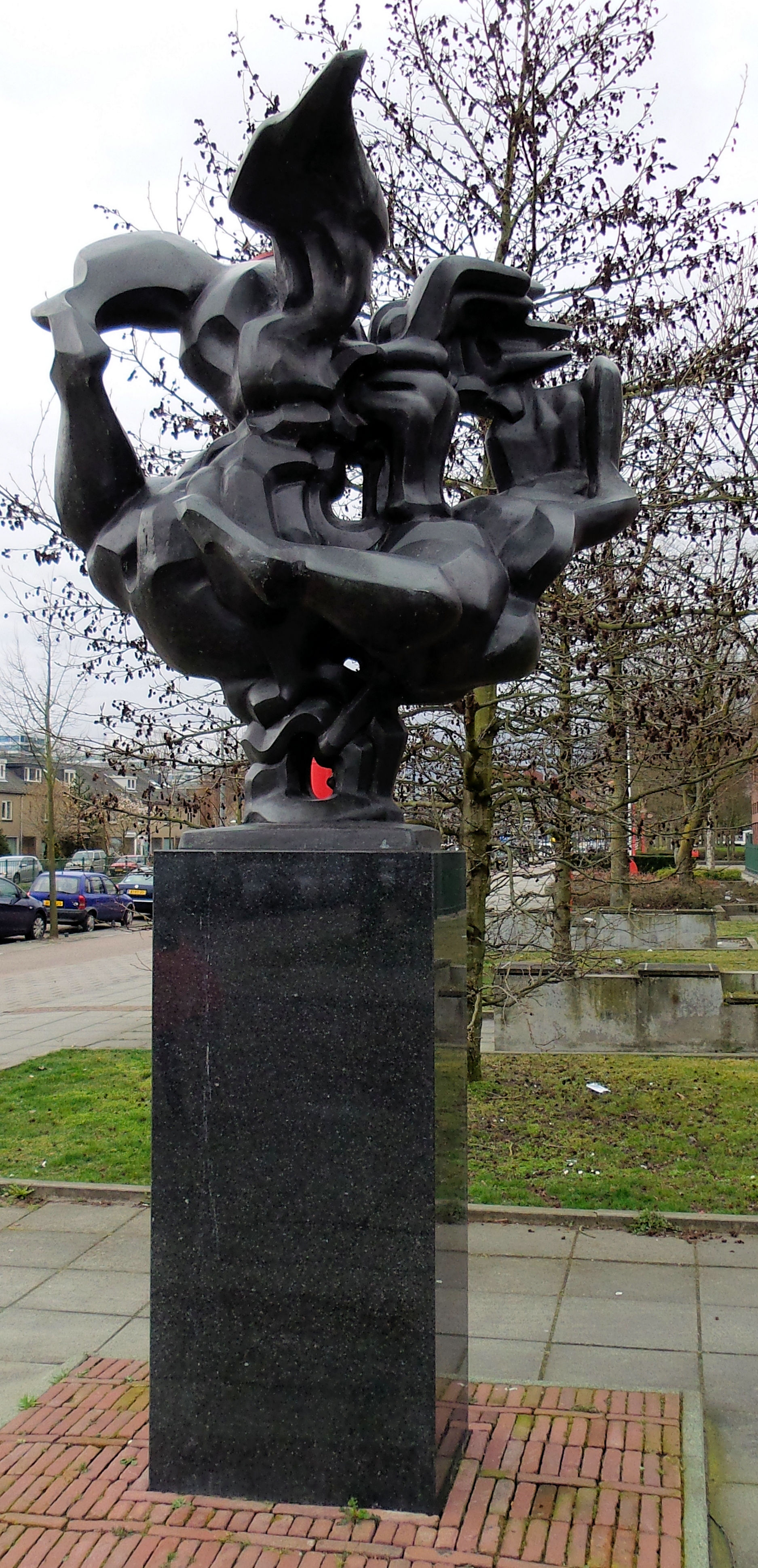
Vliegende vogels (1973)
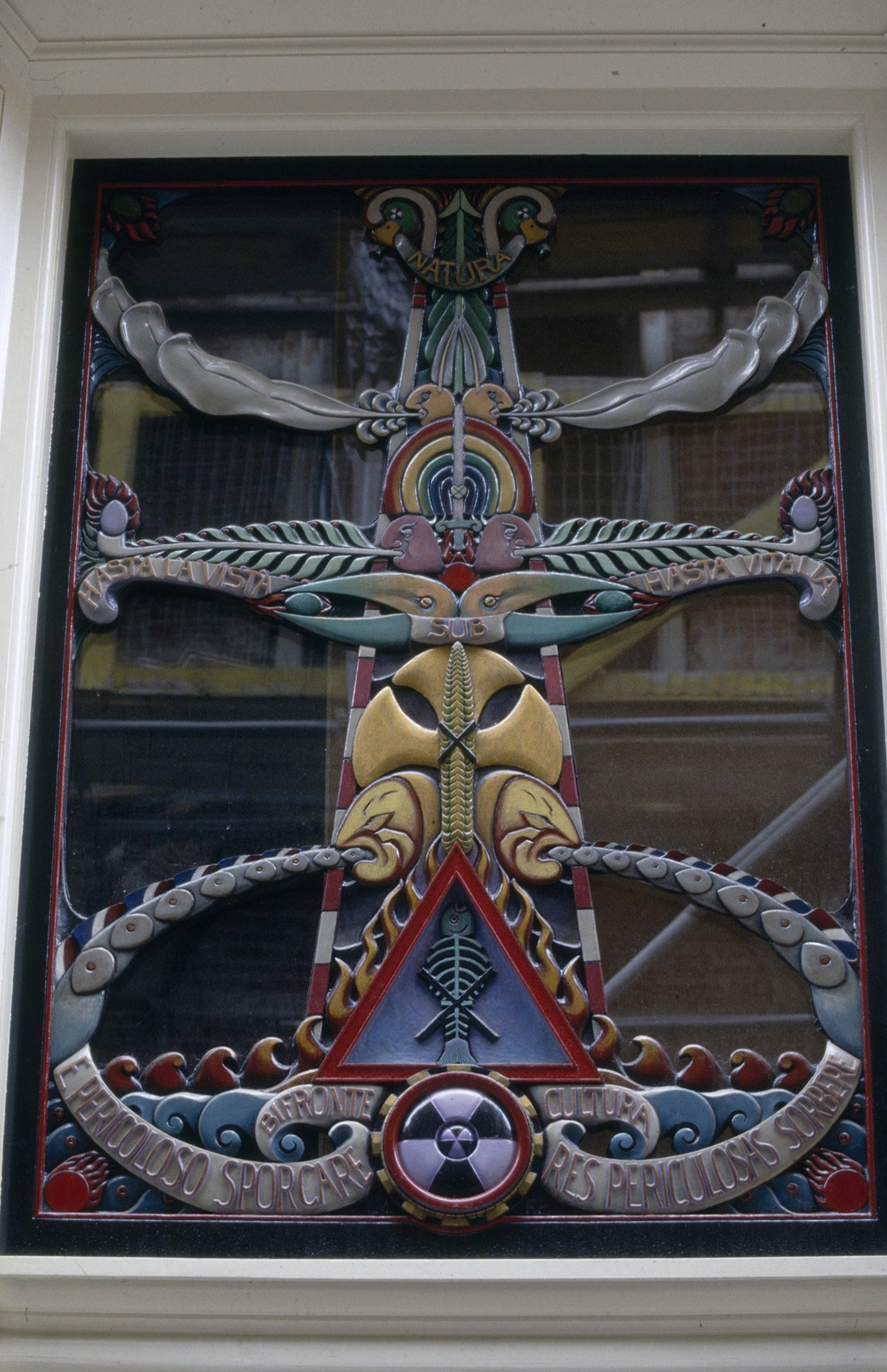
Gevaarlijke stoffen (1984)
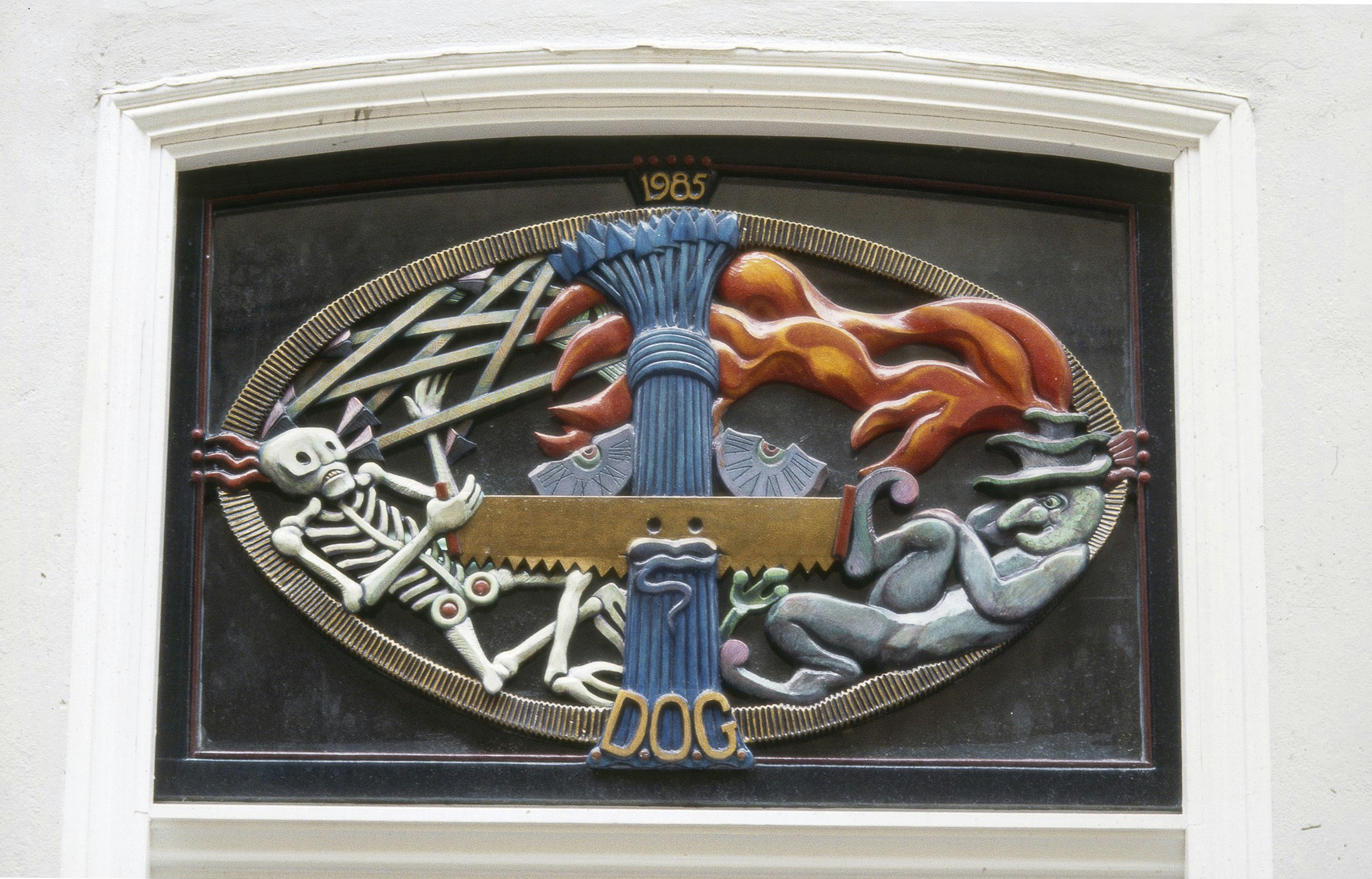
D.O.G. (1985)

- RKD-Nederlands Instituut voor Kunstgeschiedenis: 50088